# Calothyrza jardinei
Calothyrza jardinei är en skalbaggsart som först beskrevs av White 1858.  Calothyrza jardinei ingår i släktet Calothyrza och familjen långhorningar. Inga underarter finns listade.